# Крај ј***ног света
Крај ј***ног света (енгл. The End of the F***ing World) је британска драмска телевизијска серија са црним хумором, заснованана истоименом графичком роману Чарлса Форсмана. Осмоделни програм премијерно је приказао прву епизооду на Ченел 4 у Уједињеном Краљевству 24. октобра 2017. године, након чега су свих осам епизода пуштене на Ол 4. Била је то копродукција са Нетфликсом, који га је међународно пустио 5. јануара 2018. године. Програм прати Џејмса (Алекс Лотер), 17-годишњака који верује да је психопата и Алису (Џесику Барден), бунтовну другарицу из разреда која види прилику да побегне од свог бурног живота.
Серија је заснована на Форсмановим мини стриповима Крај ј***ног света, који су повезани у књигу 2013. године. Креатор серије, Џонатан Ентвисл ступио је у контакт с њим око прављења филма и кратак филм је направљен 2014. године. Уместо тога, поручен је осмоделни серијал, а снимање је почело априла 2017. године. Написао ју је Чарли Ковел, а епизоде су режирали Ентвисл и Луси Чернијак. Августа 2018. године, Ченел 4 је обновио серију за другу сезону.
Серија је добила похвале критичара, похвале за писање, извршавање и тему, као и за глуму Лотера и Барденове. Номинована је за Награду британске академије филмске и телевизијске уметности за најбољу драму 2018. године.

## Радња
Џејмс је 17-годишњак који верује да је психопата. Убија животиње из хобија, али му то постаје досадно. Одлучује да убије човека. Одлучи се за Алису, лајаву, бунтовну 17-годишњу другарицу из разреда са својим проблемима. Она предлаже да побегну заједно, надајући се да ће наћи авантуру далеко од њеног бурног живота, а Џејмс се слаже у нади да ће добити прилику да је убије. Они крену на путовање кроз Енглеску и почну да развијају однос након низа несрећа.

## Улоге
| Глумац           | Улога       |
| ---------------- | ----------- |
| Алекс Лотер      | Џејмс       |
| Џесика Барден    | Алиса       |
| Џема Вилан       | Јунис Нун   |
| Вунми Мосаку     | Тери Дарего |
| Стив Орам        | Фил         |
| Кристин Ботомлеј | Гвен        |
| Навин Човдхрај   | Тони        |
| Бери Ворд        | Лезли Фоли  |

## Епизоде
| Бр. еп. | Епизода   | Редитељ                         | Сценариста  | Премијера         |
| ------- | --------- | ------------------------------- | ----------- | ----------------- |
| 1       | Епизода 1 | Џонатан Ентвисл                 | Чарли Ковел | 24. октобар 2017. |
| 2       | Епизода 2 | Џонатан Ентвисл                 | Чарли Ковел | 24. октобар 2017. |
| 3       | Епизода 3 | Џонатан Ентвисл                 | Чарли Ковел | 24. октобар 2017. |
| 4       | Епизода 4 | Џонатан Ентвисл                 | Чарли Ковел | 24. октобар 2017. |
| 5       | Епизода 5 | Џонатан Ентвисл и Луси Чернијак | Чарли Ковел | 24. октобар 2017. |
| 6       | Епизода 6 | Луси Чернијак                   | Чарли Ковел | 24. октобар 2017. |
| 7       | Епизода 7 | Луси Чернијак                   | Чарли Ковел | 24. октобар 2017. |
| 8       | Епизода 8 | Луси Чернијак                   | Чарли Ковел | 24. октобар 2017. |